# Jakość hedoniczna

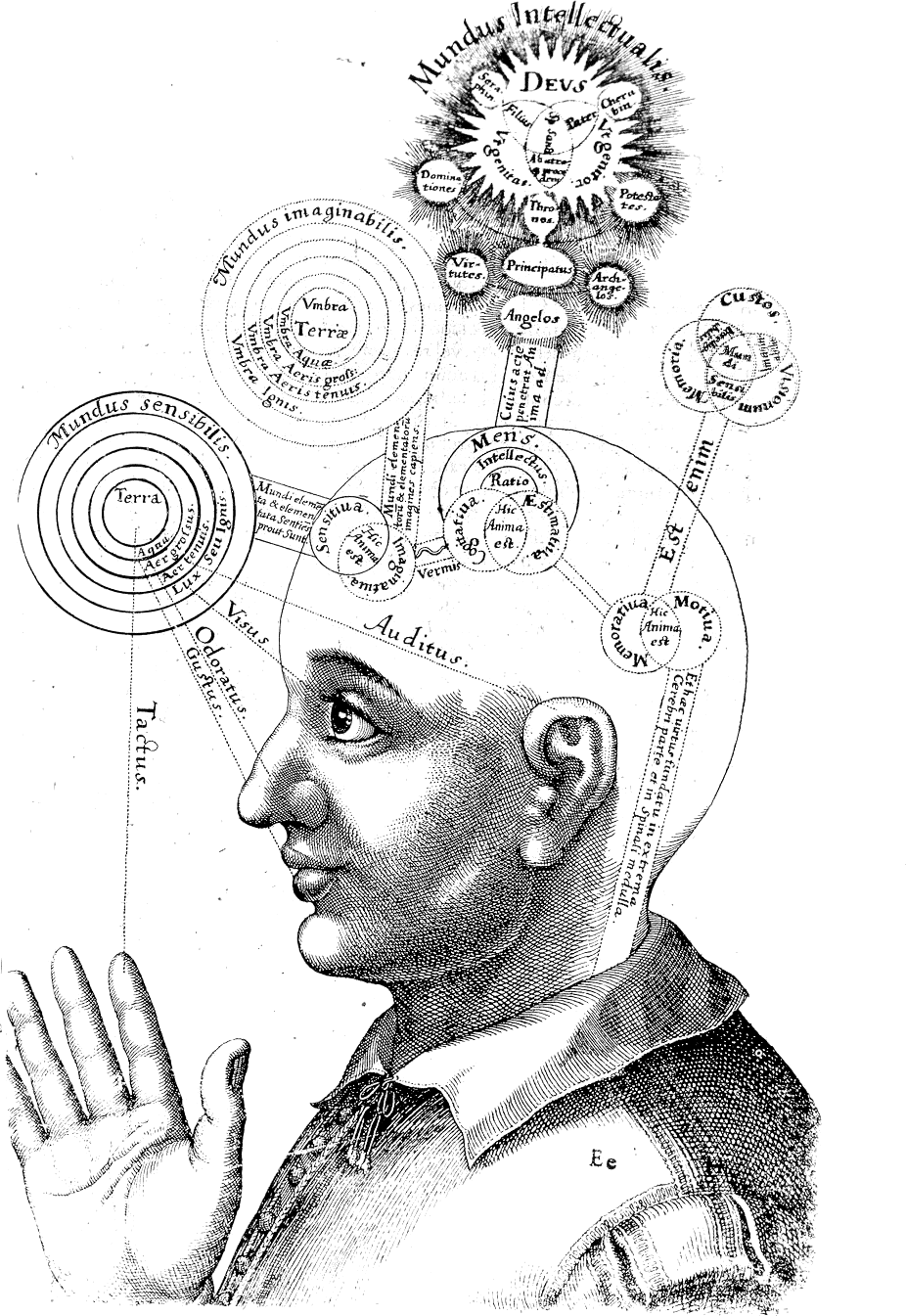
Integracyjna działalność mózgu - powstawanie "percepcyjnego obrazu świata"

Jakość hedoniczna (Hedonic Quality) to wynik ocen wrażenia zmysłowego lub ocenianej próbki (zespół wrażeń) pod kątem subiektywnych emocji - pozytywnych lub negatywnych: przyjemny-nieprzyjemny, ładny-brzydki, smaczny-niesmaczny (ocena hedoniczna).  Analogiczne znaczenie mają pojęcia „smakowitość”, „pożądalność”, „akceptowalność konsumencka” lub „preferencje konsumenckie”, stosowane w analizie sensorycznej żywności.

## Etymologia
Źródłosłowem określeń „jakość hedoniczna” i „ocena hedoniczna” jest wyraz  „przyjemność” (gr. ἡδονή, hedone) i nazwa doktryny filozoficznej, uznającej dążenie do przyjemności za główny motyw ludzkiego postępowania (hedonizm). Doktryna została sformułowana przez Arystypa, ucznia Sokratesa. Głosił on, między innymi, że: "Jedynym dobrem jest przyjemność, a jedynym złem – przykrość". Jedną ze współczesnych form hedonizmu jest konsumpcjonizm (hedonizm materialistyczny).

## Od pobudzenia receptorów do emocji
Pozytywne lub negatywne emocje towarzyszą percepcji wszystkich wrażeń zmysłowych. 

Początek drogi węchowej

Odbierane wrażenia są - bez trudności - uznawane za przyjemne/ładne lub nie. Emocja często wyprzedza rozpoznanie, albo pojawia się bez rozpoznania wrażenia. Wyjaśnienie mechanizmu powstawania tych emocji wymaga odwołania się do wiedzy z zakresu takich nauk, jak psychofizjologia zmysłów, neurobiologia, psychologia poznawcza (percepcja, zapamiętywanie, rozpoznawanie), fizjologia emocji, filozofii umysłu i innych, a przede wszystkim do interdyscyplinarnej kognitywistyki. 

W największym uproszczeniu można stwierdzić, że proces hedonicznej oceny próbki/wrażenia obejmuje etapy:
- odbierania bodźców, które równocześnie docierają do odpowiednich receptorów, występujących w narządach zmysłów,
- przetwarzania tych sygnałów w sieci neuronowej mózgu, na kolejnych poziomach analizatorów odpowiednich wrażeń, kodowania odebranych sygnałów,

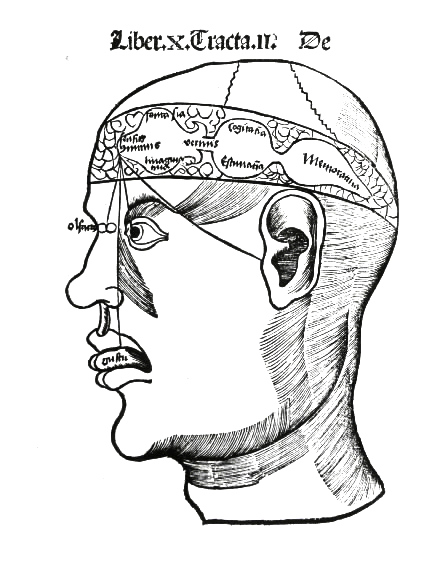
Powstawanie wrażenia smakowitości

- porównanie odebranych informacji z pamięciowym „katalogiem” i rozpoznanie bodźca (identyfikacja);Powstawanie wrażenia smakowitości równocześnie - często wcześniej - pojawiają się emocje, które w przeszłości towarzyszyły podobnym bodźcom, zarejestrowanym w pamięci w różnych sytuacjach życiowych (np. zapach dymu może wywoływać podświadomy lęk u osoby, która w dzieciństwie przeżyła groźny pożar).

Szczególnie silne i trwałe są asocjacje między ośrodkiem emocji a ośrodkiem rozpoznawania wrażeń węchowych. W czasie wykonywanych z użyciem fMRI badań mechanizmów odczuwania emocji stwierdzono też, że rozpoznanie może być wyprzedzane przez emocję – pozytywną (aktywność lewej części kory przedczołowej w czasie odczuwania zapachów przyjemnych) lub negatywną (aktywność części prawej – w przypadkach odbierania wrażeń nieprzyjemnych (zob. też wyniki badań Richarda Davidsona, dotyczących położenia obszarów aktywnych w stanach pozytywnych i negatywnych emocji i nastrojów, lateralizacja). 

## Oceny jakości hedonicznej
„Ocena hedoniczna” (ocena jakości hedonicznej) polega na określaniu, w jakim stopniu wrażenie lub zespół równocześnie odbieranych wrażeń podoba się oceniającemu. Oceny hedoniczne są stosowane w czasie badań jakości artykułów żywnościowych (określanie pożądalności, smakowitości, preferencji konsumenckich).

### Rodzaje badań
- Badania konsumenckie polegają na gromadzeniu bardzo dużej liczby opinii (reprezentatywna próba określonej populacji).
- Badania eksperckie są wykonywane przez kilkunastoosobowe zespoły oceniających. Sensoryczna sprawność członków zespołów jest kontrolowana w znormalizowany sposób, zgodnie z zasadami analizy sensorycznej.

### Skalowanie jakości hedonicznej
Skalowanie jakości hedonicznej jest wykonywane z użyciem skal:
- punktowych
- werbalno-punktowychSensoryczna ocena jakości napojów
- graficznych
- standardów (wzorców)

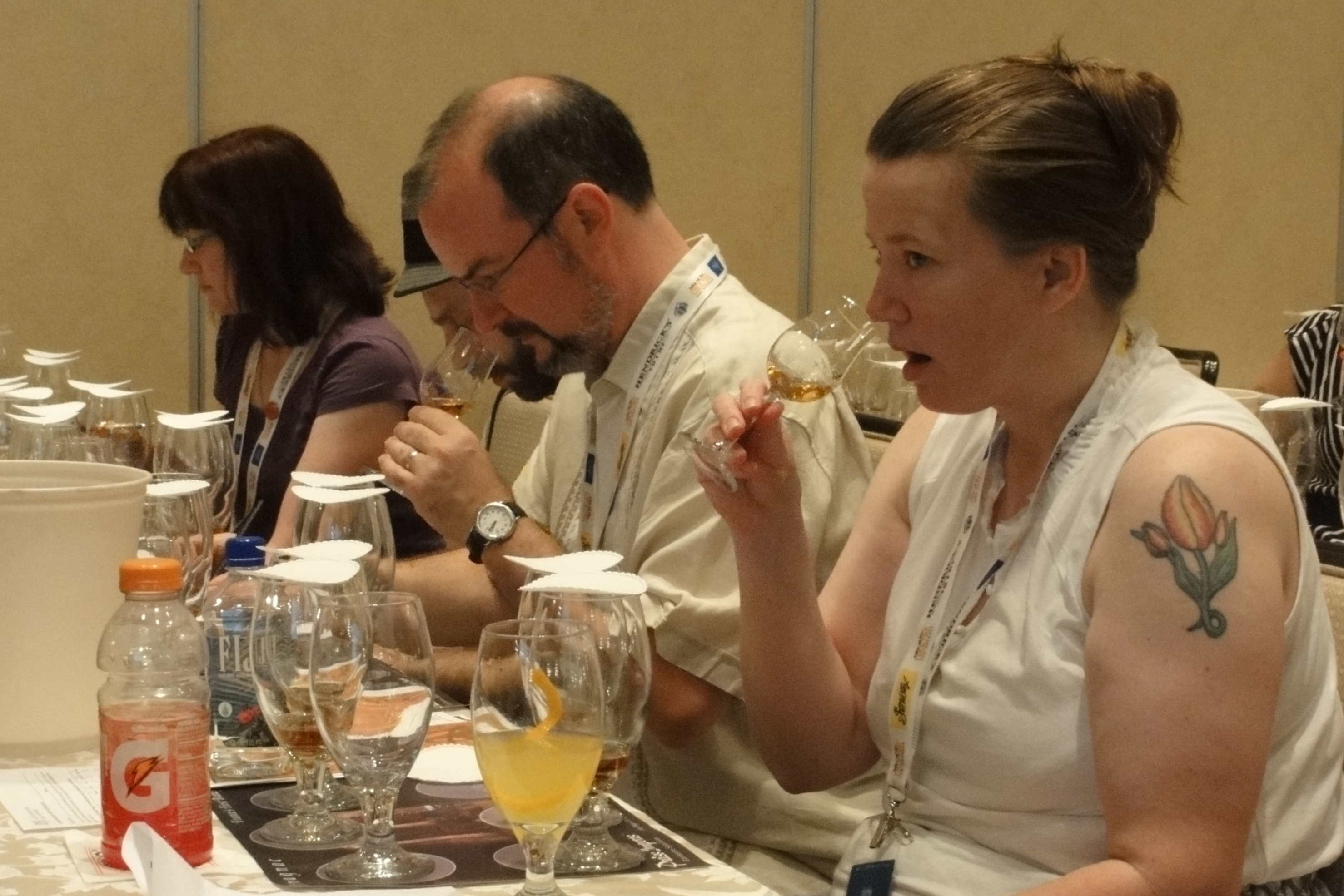
Sensoryczna ocena jakości napojów

W olfaktometrii przemysłowej (badania jakości zapachu zanieczyszczonych gazów, emitowanych z różnych źródeł) najbardziej popularne są skale werbalno-punktowe, takie jak symetryczna skala dziewięciostopniowa: -4, -3, -2, -1, 0, +1, +2, +3, +4 (z werbalnymi określeniami stopni).

Niektóre typy produkowanych olfaktometrów są wyposażone w programy przewidziane do gromadzenia licznych indywidualnych opinii o hedonicznej jakości zapachu badanej próbki - po jej rozcieńczeniu w różnym stopniu (różna intensywność wrażenia) - i do statystycznego opracowywania zbiorów zgromadzonych danych.
Graficzne skale jakości hedonicznej mają często formę zbioru prostych rysunków, jednoznacznie ilustrujących różne emocje. Stosowane w Stanach Zjednoczonych skale graficzne, to odcinki linii prostej - z podziałką lub bez podziałki. W drugim przypadku tylko końce  odcinka są opisane werbalnymi określeniami emocji skrajnych. Osoba rejestrująca swoje emocje zaznacza punkt w swobodnie wybranej odległości od końców odcinka.
Skalą wzorców hedonicznej jakości zapachu może być zestaw roztworów kilku, odpowiednio dobranych, związków chemicznych.
Przygotowane roztwory powinny mieć taką samą intensywność zapachu i powinny być – przez grupę reprezentatywną dla populacji - zgodnie szeregowane od najładniej do najbrzydziej pachnącego. Osoby oceniające zapach próbki porównują jej zapach z zapachem wzorców i wskazują wzorce o podobnej jakości - pachnące trochę ładniej i trochę brzydziej.
Zbiory opinii, zgromadzonych w czasie skalowania jakości hedonicznej, są opracowywane statystycznie.
W specjalistycznych badaniach eksperckich są stosowane bardziej złożone techniki badań emocji. Sporządzając tak zwane „profile polarności” wykorzystuje się zestawienia wielu różnych określeń przeciwstawnych, takich jak: miękki-twardy, figlarny-poważny, pusty-pełny, pasywny-aktywny, wesoły-smutny, harmonijny-nieharmonijny itd. Zadaniem osób uczestniczących w badaniach jest wskazanie odpowiadającego opisywanemu zapachowi miejsca na skali liniowej między kolejnymi przeciwstawnymi określeniami. Otrzymywane są podobne profile dla zapachów o różnym rodzaju, ale budzących podobne emocje. Podobny są też profile zapachu tiofenolu i pojęcia „smród”.